# The Great American Scream Machine (Six Flags Over Georgia)
The Great American Scream Machine in Six Flags Over Georgia (Austell, Georgia, USA) ist eine Holzachterbahn des Herstellers Philadelphia Toboggan Coasters mit der Seriennummer 142, die am 31. März 1973 eröffnet wurde.
Sie ist 32 m hoch und erreicht eine Höchstgeschwindigkeit von 91,7 km/h. Zum Zeitpunkt ihrer Eröffnung galt sie als die größte Holzachterbahn der Welt und ihre Fahrgäste erhielten einen Red Badge of Courage (Tapferkeitsauszeichnung).

## Informationen zur Bahn
Es wird ein computergesteuertes Blocksystem von Bremsen verwendet, damit sich Züge nicht zu nahe zu kommen. GASM hat fünf Blockabschnitte, die Transferplattform, den Lifthill, die Schlussbremse und die Sicherheitsbremse. Normalerweise werden zwei Züge eingesetzt, es kann jedoch auch mit nur einem Zug gefahren werden. Hat der eine Zug im Zweizugbetrieb die Station noch nicht ganz verlassen, wird der zweite Zug schlagartig in der Schlussbremse gestoppt. Eine Kombination aus Näherungsschaltern, mechanischen Schaltern, photoelektronischen Sensoren und Zeituhren werden vom Controller benutzt, um die Zugbewegung zu registrieren.
Bevor es die Computersteuerung gab, benutzten die Operatoren einen Hebel, um das Bremssystem zu kontrollieren. Ein Operator am Ende der Station bediente die Schlussbremsen und ein Operator am Anfang der Station bediente die Bremsen in der Station.
Wenn der nahegelegene Chattahoochee River Hochwasser führt, kann die Bahn einige Meter in Wasser eingetaucht sein.

## Züge
The Great American Scream Machine hat seit 2018 zwei Züge mit jeweils sechs Wagen, die zuvor auf Georgia Cyclone Einsatz fanden. In jedem Wagen können vier Personen (zwei Reihen mit jeweils zwei Personen) Platz nehmen. Vorher kamen zwei Züge mit jeweils vier Wagen zum Einsatz, die jeweils Platz für sechs Personen (drei Reihen à zwei Personen) boten.
Die Fahrgäste müssen mindestens 1,07 m groß sein, um mitfahren zu dürfen. Als Rückhaltesystem kommen Kopfstützen, Sitzgurte und Ein-Klick-Schoßbügel zum Einsatz. Die Schoßbügel werden durch Magnete unter dem Zug arretiert und gelöst, mitunter muss sie jedoch der Operator manuell entriegeln.